# Miki Biasion
Massimo „Miki” Biasion (Bassano Del Grappa, 1958. január 7. –) olasz autóversenyző, kétszeres rali-világbajnok.

## Pályafutása
Bassano Del Grappa városában született. 1983-ban Európa-bajnokságot nyert. Ezután a Lancia szerződtette az olaszt 1984-ben, egy Lancia 037-vel indult. Később Lancia leváltotta őt egy tehetséges fiatal finn pilótára Henri Toivonenre, de a finn tragikus 1986-os Korzika-ralin történt halála után visszavették. 1988-ban és 1989-ben sikerült megnyernie a világbajnokságot. Ő volt a második versenyző Juha Kankkunen után, akinek ez egymás után kétszer is sikerült.

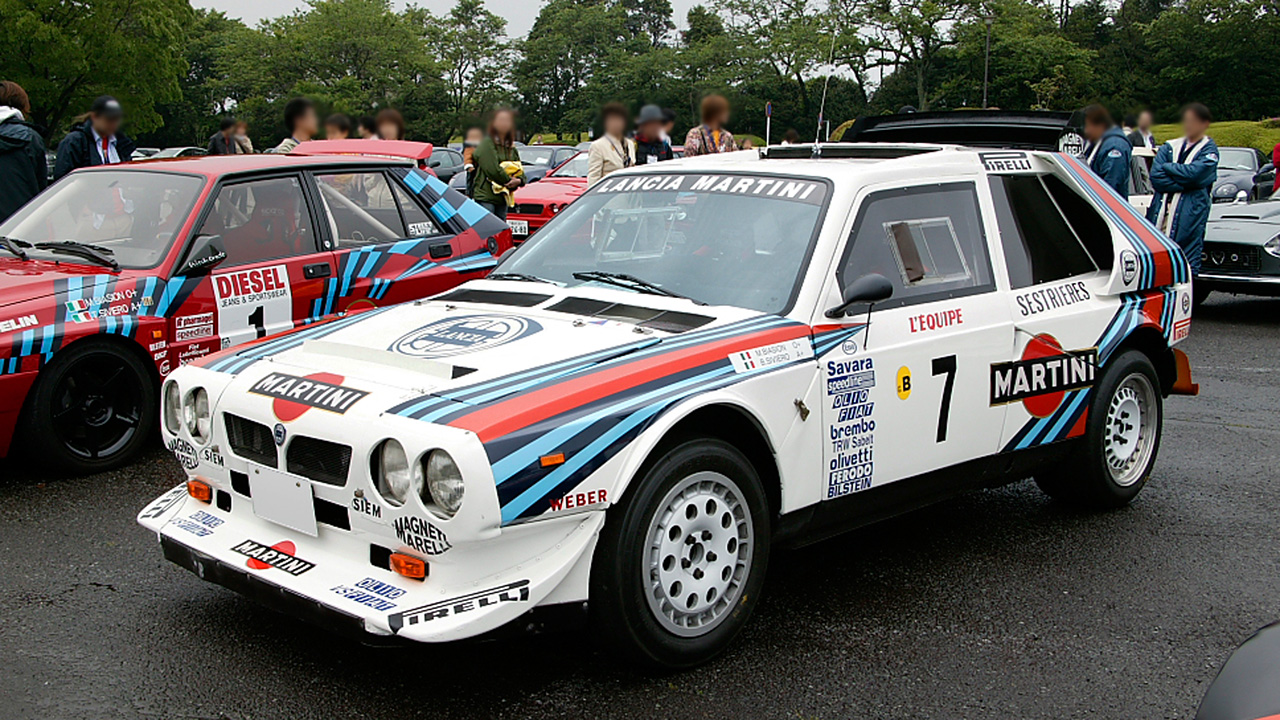
Biasion 86-os Lancia Delta S4-es autója

Az olasz ezt a teljesítményt többször már tudta megvalósítani. 1992-ben a Ford felajánlotta neki minden idők legmagasabb versenyzői fizetését, és ő ezt elfogadta. Az első verseny után azonban csak annyit mondott: „ez az autó egy rakás sz...r”, bár Portugál ralin mindenkit maga mögé utasított vele. A következő éven az új Ford Escort Cosworth-ot vezette, és megnyerte a bajnokság legnehezebb versenyét az Akropolisz-ralit. Egy darabig vezette is a bajnokságot, azonban beárnyékolta őt François Delecour, aki szintén aszfalton ment jól. 1994-ben a csapat nagyon gyengének bizonyult, mert nem készült el időben az új fejlesztés. Biasion csak sereghajtó volt a nagy csapatok mögött, a kapcsolatai is megromlottak a Forddal és szép csendben visszavonult.

## A rali után
Visszavonulása után pár évre eltűnt, majd 1998-ban és 1999-ben megnyerte a kamion világbajnokságot egy Ivecóval. 2007-ben Lisszabonban, a Dakar-ralin bejelentette, hogy gyári csapatban fog versenyezni egy Fiat Panda Cross-szal.